# Тишково (городской округ Домодедово)
Тишково — село в городском округе Домодедово Московской области.

## География
Находится в южной части Московской области на расстоянии приблизительно 26 км на юг-юго-восток по прямой от железнодорожной станции Домодедово.

## История
Известно с 1572 года, когда отмечалось как село, сожженное татарами, в 1578 и 1629 годах пустошь.

## Население
Постоянное население составляло 30 человек в 2002 году (русские 100 %), 23 в 2010.